# Nicole Duval
Pour les articles homonymes, voir Duval.
Nicole Duval, aussi nommé Nicolle Duval, Nicolas Duval ou Colin Duval, est un maître maçon, maître d'œuvre et un entrepreneur français du XVe siècle, mort à Rouen en 1477/1478.

## Biographie
Sa vie n'est connue que par la lecture des contrats qu'il a passé avec ses employeurs, ses employés ou pour l'achat de matériaux.
Sa carrière a pu se développer grâce à l'appui du cardinal Guillaume d'Estouteville (vers 1412-1483) et Jean de Dunois. Il a fait partie du réseau de maîtres maçons exerçant leur métier entre la Normandie et le Val de Loire.
En 1440, il s'installe dans une maison de la rue des Barbiers, dans la paroisse Saint-Étienne-de la-Grande-Église, à Rouen. Il est probable que cette installation date de son accès à la maîtrise et à sa mise en ménage. Il doit avoir la trentaine d'années et aurait terminé sa formation vers 1430.
On ne sait rien de sa formation. Par le style de ses ouvrages, en particulier, l'aile Dunois du château de Châteaudun, Lucie Gaugain a proposé qu'il puisse avoir travaillé à Bourges, peut-être au côté de Colin le Picart, maître d'œuvre de la cathédrale Saint-Étienne de Bourges, de 1428 à 1461, dont le nom est Duval. Certains décors sculptés, croix redentés et quadrilobes sont les principaux éléments dynamisant les façades du Palais Jacques-Cœur. Jean-Yves Ribault a proposé d'attribuer le Palais Jacques-Cœur à Colin le Picart,. Par ailleurs Jacques Cœur et le cardinal Guillaume d'Estouteville se connaissaient suffisamment pour que le cardinal d'Estouteville prenne la défense de Jacques Cœur au moment de son procès, en 1451-1453. Guillaume d'Estouteville est nommé archevêque de Rouen en 1453.
Le 21 septembre 1447, Colin Duval, maçon, succède à Jenson Salvart comme « maistre et juré des œuvres de massonnerie » de la ville de Rouen, aux gages de 10 livres par an et trois sols par journée de vacation « à visiter les ouvraiges de ladite ville ».
Alors que la ville est encore occupée par les Anglais, Nicole Duval établit, le 9 février 1448, le devis pour la construction de la tour dite « Caillot » de l'enceinte urbaine de Rouen. En septembre, il réalise une cheminée dans la « salette de retrait » se trouvant derrière la salle neuve de l'hôtel de ville. Il intervient alors comme entrepreneur en fournissant la pierre de Caen et la main d'œuvre. 
En 1450, il bûche les armes d'Angleterre qui avaient été apposées au château royal de Rouen, sous le contrôle de Guillaume Pontif, nouveau maître des œuvres de la cathédrale, agissant pour Richard Des Butz, maîtres des œuvres de maçonnerie du roi au bailliage de Rouen. Il intervient comme expert à Rouen, en 1454, en 1456 et 1458.
En 1454, il intervient à la demande du cardinal d'Estouteville au château de Gaillon. Il doit remettre la « platefourme », c'est-à-dire le plan du château, avec Jean Laurens, maître charpentier de la ville de Rouen. Ils sont payés 40 sols le 18 septembre 1454. L'année suivante il livre des gabarits de profils de moulures pour le château.
En 1457, il est maître des œuvres de maçonnerie du château de Longueville, à Longueville-sur-Scie, pour Jean de Dunois. Il doit le remettre en état. C'est sur ce chantier que son fils, Simon Duval, est cité pour la première fois sous le nom de Simonnet comme valet de son père. 
En 1459, Jean de Dunois le choisit pour reconstruire le château de Châteaudun. Il doit déléguer son office de maître juré de la ville de Rouen à son gendre, Pierre Le Signerre, le 11 septembre 1459. Au château de Longueville, les travaux sont assurés par le maçon Perrin Sautinen 1467 « en l'absence de maistre Nicole Duval ». Ses activités à Châteaudun et dans les environs sont connus grâce aux minutes du notaire Michel Juge.
Au château de Châteaudun, Nicole Duval a reconstruit l'aile Dunois jusqu'en 1468, après la mort de Jean de Dunois, et a réalisé la deuxième phase de construction de la Sainte-Chapelle de Châteaudun. Comme pour la reconstruction du château de Longueville, Nicole Duval touche des gages annuels de 100 livres pour la conduite des travaux. La vente par Nicole Duval d'une rente à Châteaudun en novembre 1470 et l'annulation de deux contrats d'apprentissage en 1471 indiquent la fin de la première phase de construction du château. 
Nicole Duval est ensuite revenu à Rouen. Le 18 avril 1469, il fait l'expertise des travaux de Guillaume Pontifs à la tour Saint-Romain de la cathédrale de Rouen. Il intervient le 3 septembre 1477, avec Guillaume Pontifs et Jean Selles, maçons jurés, dans une enquête sur la construction d'une chapelle dans le cimetière de Notre-Dame-la-Ronde. Ses héritiers vendent ses outils au chapitre de la cathédrale de Rouen d'après les comptes de Pierre Fortin, procureur de la fabrique de Notre-Dame de Rouen entre le 29 septembre 1477 et le 28 septembre 1478. Les comptes de la fabrique de la cathédrale indiquent que des chandeliers  ayant servi pour le service du défunt maître Nicolle Duval sont payés de 24 décembre 1477.

## Famille
On ne connaît pas le nom de son épouse et la date de son mariage. On peut supposer que la date de son installation rue des Barbiers à Rouen, en 1440, correspond à son mariage.
Il a eu un fils, Simon Duval dit Simonnet, qui a poursuivi une carrière de maître maçon, maître des œuvres du roi à Amboise, puis maître des œuvres de maçonnerie de la ville de Paris.
Il a été le père de deux filles dont on connaît le nom de leurs maris :
- Pierre Le Signerre à qui Nicole Duval a délégué son office de maître juré de la ville de Rouen,
- Jacques Martin, canonnier ordinaire du roi, connu par la vente d'une rente à Châteaudun en 1470 par Nicole Duval.

Charles de Robillard de Beaurepaire cite un Guillaume Duval, maçon, simple ouvrier de l'architecte de la cathédrale en 1478-1479. Il émet l'hypothèse qu'il pourrait être un fils de Nicole Duval. Il est cité comme maçon juré à Rouen, le 26 avril 1494.
Un Guillaume Duval est organiste de la cathédrale de Rouen de 1488 et 1499.
Maître Jehan Duval est l'exécuteur testamentaire de Nicole Duval.